# Macromidia ishidai
Macromidia ishidai är en trollsländeart som beskrevs av Syoziro Asahina 1964. Macromidia ishidai ingår i släktet Macromidia och familjen skimmertrollsländor. IUCN kategoriserar arten globalt som livskraftig. Inga underarter finns listade i Catalogue of Life.